# Qué tengo que hacer
 (mars 2018).
Si vous disposez d'ouvrages ou d'articles de référence ou si vous connaissez des sites web de qualité traitant du thème abordé ici, merci de compléter l'article en donnant les références utiles à sa vérifiabilité et en les liant à la section « Notes et références ».

¿Qué Tengo Que Hacer? (en Français : Qu'est-ce que je dois faire ?) est le troisième single de Daddy Yankee de la bande-son de Talento de barrio sorti le 19 janvier 2009. 
Un remix sort en mars 2009, dans lequel Daddy Yankee et Jowell & Randy utilisent l'Effet autotune dans leurs versets respectifs. Il a reçu une nomination pour la chanson Latin Rhythm Airplay de l'année aux Latin Billboard Music Awards 2010.

## Remix
- ¿Qué Tengo Que Hacer? feat. Jowell & Randy - 3:53

- ¿Qué Tengo Que Hacer? feat. Omega El Fuerte (Mambo Version) - 5:21

## Clip vidéo
Le clip vidéo montre Daddy Yankee chantant sur une plage tropicale à Saint-Thomas, dans les îles Vierges américaines. De beaux paysages et de belles femmes servent de toile de fond pour la vidéo. La vidéo pour le remix présente des scènes de la vidéo originale avec de nouvelles scènes mettant en vedette Jowell & Randy.

## Charts
| Chart (2009)                        | Peak position |
| ----------------------------------- | ------------- |
| U.S. Billboard Latin Rhythm Airplay | 9             |
| U.S. Billboard Hot Latin Songs      | 22            |